# Flotagräs
Flotagräs (Sparganium gramineum) är en kaveldunsväxtart som beskrevs av Johann Gottlieb Georgi. Flotagräs ingår i släktet igelknoppar, och familjen kaveldunsväxter. Inga underarter finns listade i Catalogue of Life.
Flotagräs är en flerårig sumpväxt med enkönade blommor som blommar under högsommar eller eftersommar. Växer i näringsfattiga områden. Hanblommorna sitter över honblommorna. Spröten är korta och klotlika. Bladen är flytande och kan bli flera meter långa men endast 2-3 mm breda.
Kan hybridisera med igelknopp (S. emersum) och plattbladig igelknopp (S. angustifolium).

## Bilder

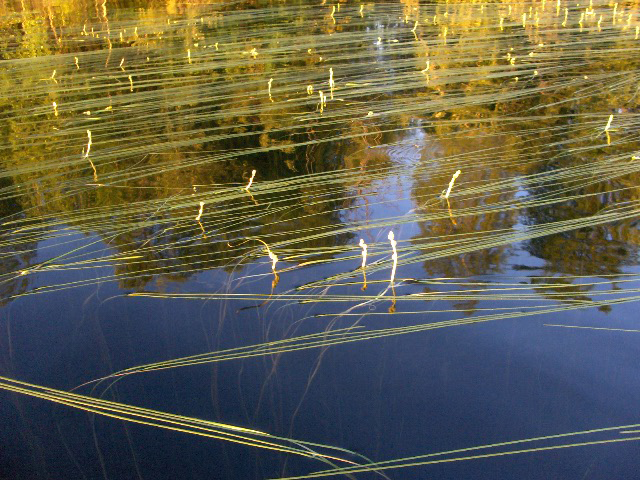
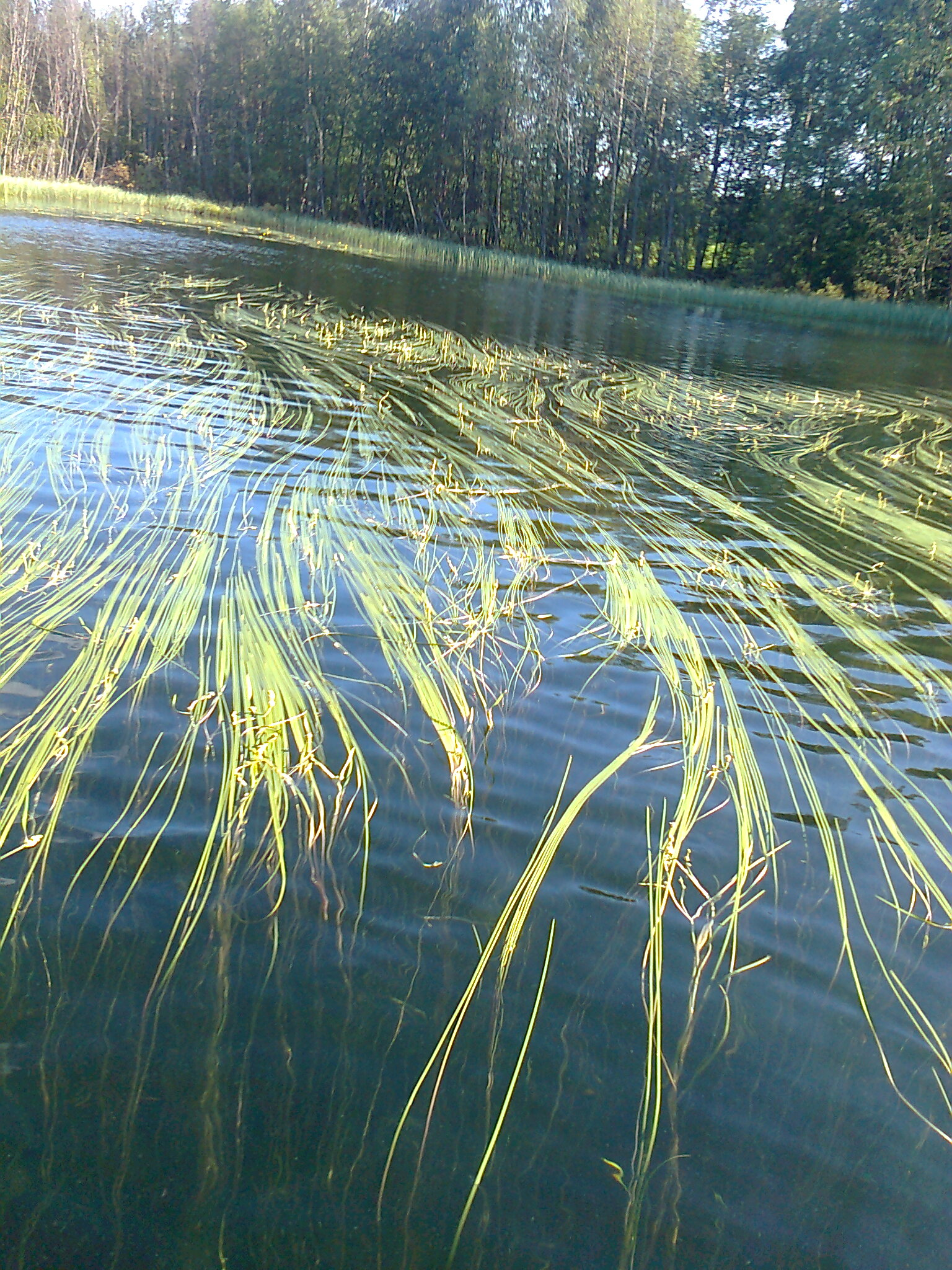
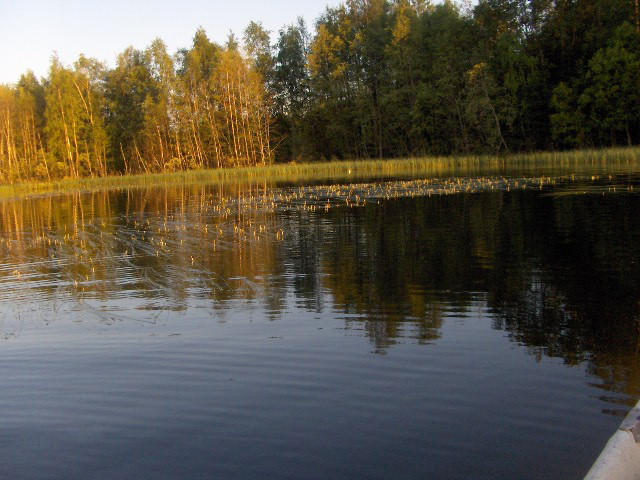